# Camponotus tokioensis
Camponotus tokioensis é uma espécie de inseto do gênero Camponotus, pertencente à família Formicidae.